# Maniema

Provinsen Maniema.

Maniema är en provins i Kongo-Kinshasa. Dess huvudort heter Kindu. Folkmängden är omkring 1 246 787 (1998), på en yta av 132 250 km². Provinsens officiella språk är swahili.
Maniema fick först status som provins under perioden 1962–1966 då provinsen Kivu delades upp i samband med Kongokrisen. Kivu återförenades 1966 som en administrativ region. I denna utgjorde Maniema en subregion (sous-région). Kivu delades igen 1988.
Maniema delas administrativt in i territorierna Kabambare, Kailo, Kibombo, Kasongo, Lubutu, Pangi, och Punia samt under Kindu stad stadskommunerna Kasuku, Mikelenge och Alunguli.